# Túnel de Ibestad
El túnel de Ibestad es un túnel submarino en el municipio de Ibestad en Troms, Noruega. El túnel conecta las islas de Rolla y Andørja. La entrada oeste está en Hamnvik en la isla de Rolla. El túnel cruza el estrecho de Bygda y llega a Sørvika en la isla de  Andørja. Tiene una longitud de 3398 m y alcanza una profundidad de 112m bajo el nivel del mar. Tiene 6 m de ancho y una inclinación máxima de 9,9% grados.
El túnel, junto con el puente de Mjøsund, son parte de la ruta estatal 848 y son las rutas terrestres que conectan Rolla y Andørja a la Noruega continental.